# NSWRL 1934
Die NSWRL 1934 war die 27. Saison der New South Wales Rugby League Premiership, der ersten australischen Rugby-League-Meisterschaft. Den ersten Tabellenplatz nach Ende der regulären Saison belegte der Eastern Suburbs RLFC. Dieser verlor im Finale 12:15 gegen die Western Suburbs Magpies, die damit zum zweiten Mal die NSWRL gewannen.

## Tabelle
|     | Team                    | Spiele | Siege | Unent. | Ndlg. | Spiel- punkte | Diff. | Tabellen- punkte |
| --- | ----------------------- | ------ | ----- | ------ | ----- | ------------- | ----- | ---------------- |
| 01. | Eastern Suburbs         | 14     | 12    | 0      | 2     | 308:165       | + 143 | 24               |
| 02. | Western Suburbs Magpies | 14     | 12    | 0      | 2     | 263:158       | + 105 | 24               |
| 03. | St. George Dragons      | 14     | 9     | 0      | 5     | 251:166       | + 85  | 18               |
| 04. | South Sydney Rabbitohs  | 14     | 8     | 0      | 6     | 213:149       | + 64  | 16               |
| 05. | Newtown Jets            | 14     | 5     | 0      | 9     | 192:229       | - 37  | 10               |
| 06. | North Sydney Bears      | 14     | 5     | 0      | 9     | 194:234       | - 40  | 10               |
| 07. | Balmain Tigers          | 14     | 4     | 0      | 10    | 206:275       | - 69  | 8                |
| 08. | Sydney University       | 14     | 1     | 0      | 13    | 113:364       | - 251 | 2                |

## Playoffs

### Halbfinale
| 18. August | Western Suburbs Magpies | 16 : 6 | St. George Dragons | Sydney Sports Ground, Sydney Zuschauer: 16.154 Schiedsrichter: Lal Deane |
| 18. August | (11:0) Bericht          |        |                    | Sydney Sports Ground, Sydney Zuschauer: 16.154 Schiedsrichter: Lal Deane |

| 25. August | Eastern Suburbs | 19 : 6 | South Sydney Rabbitohs | Sydney Sports Ground, Sydney Zuschauer: 17.775 Schiedsrichter: Lal Deane |
| 25. August | (6:4) Bericht   |        |                        | Sydney Sports Ground, Sydney Zuschauer: 17.775 Schiedsrichter: Lal Deane |

### Grand Final
| 8. September | Western Suburbs Magpies                                              | 15 : 12       | Eastern Suburbs                                                              | Sydney Sports Ground, Sydney Zuschauer: 25.174 Schiedsrichter: J. Murphy |
| 8. September | Versuche: Ridley (2), Sheehan Erhöhungen: Mead (2/2), McMillan (1/1) | (7:2) Bericht | Versuche: Norval, Thicknesse Erhöhungen: Beaton (2/2) Straftritte: Brown (1) | Sydney Sports Ground, Sydney Zuschauer: 25.174 Schiedsrichter: J. Murphy |

| 1  | Frank McMillan   |
| 2  | Alan Ridley      |
| 3  | Alan Brady       |
| 4  | Stan Tancred     |
| 5  | Vince Sheehan    |
| 6  | Vic Hey          |
| 7  | Leslie Mead      |
| 8  | Frank Sponberg   |
| 9  | Charlie Cornwell |
| 10 | Jack McConnell   |
| 11 | Alan Blake       |
| 12 | Bob Lindfield    |
| 13 | Max Gray         |

| 1  | Tom Dowling       |
| 2  | John Lane         |
| 3  | Dave Brown        |
| 4  | John Beaton       |
| 5  | Harold Thomson    |
| 6  | Ernest Norman     |
| 7  | Vivian Thicknesse |
| 8  | Andrew Norval     |
| 9  | Joe Pearce        |
| 10 | Harry Pierce      |
| 11 | Max Nixon         |
| 12 | Tom McLachlan     |
| 13 | Ray Stehr         |